# Tracy Walker
Tracy Leonard Walker III (Brunswick, 1º febbraio 1995) è un giocatore di football americano statunitense che milita nel ruolo di safety per i San Francisco 49ers della National Football League (NFL).

## Carriera

### Detroit Lions
Walker fu scelto nel corso del terzo giro (82º assoluto) del Draft NFL 2018 dai Detroit Lions. Il 16 maggio 2018 firmò un contratto quadriennale del valore di 3,51 milioni di dollari, incluso un bonus alla firma di 881.988 dollari.
Nella settimana 17 della stagione 2020 contro i Minnesota Vikings, Walker guidò la squadra con 13 tackle e mise a segno il primo sack in carriera su Kirk Cousins nella sconfitta per 37–35.
Nell'ultimo turno della stagione 2021 Walker fu premiato come difensore della NFC della settimana dopo avere fatto registrare 13 placcaggi e un intercetto nella vittoria sui Green Bay Packers.

### San Francisco 49ers
L'8 agosto 2024 Walker firmò con i San Francisco 49ers. Fu svincolato il 27 agosto dopo di che rifermò con la squadra di allenamento.

## Palmarès
- Difensore della NFC della settimana: 1

18ª del 2021